# Kleine Vils
Die Kleine Vils ist der linke Quellfluss der Vils in Bayern.

## Oberlauf
Die Kleine Vils entsteht auf etwa 471 m ü. NHN durch Namenswechsel des bis dahin etwa 3,7 km langen Krumbächleins an der Grenze vom Landkreis Erding zum Landkreis Landshut unmittelbar nach dem Pfarrdorf Burgharting der Gemeinde Kirchberg und vor dem Garnzell von Buch am Erlbach. Dieses Krummbächlein fließt nordwärts und hat einige Zuflüsse, darunter zwei, die am selben Punkt von Westen (Froschbach) und Osten (Diematinger Graben) zulaufen und es beide nach Länge und Einzugsgebiet an ihrer Mündungsstelle sogar übertreffen.

## Verlauf
Die Kleine Vils durchfließt Garnzell und Vilsheim und nimmt danach einen östlichen bis nordöstlichen Kurs durch Altfraunhofen und Geisenhausen. Schließlich passiert sie Dietelskirchen, wo eine Meldestation des Hochwassernachrichtendienstes betrieben wird. 700 Meter südlich von Gerzen vereint sich die Kleine Vils mit der Großen Vils zur Vils.

## Zuflüsse
Vom Ursprung zur Mündung. Auswahl.
- Holzenbach (links, in Garnzell)
- Aibach (links, vor Vilsheim)
- Augraben (rechts, vor Gundihausen)
- Deutschmühlbach (links, gegenüber Gundihausen)
- Moosbach (links, Münchsdorf)
- Lausbach (links, bei Lausbach)
- Aufhamer Graben (rechts, bei Aufham)
- Dessinger Graben (links, nach Passieren von Eging)
- Mantelkamer Graben (links, bei Vils)
- Haselbach (rechts, bei Hohlhof)
- Feigenbach (links, bei Rampoldsdorf)
- Fimbach (links, in Geisenhausen)
- Bettenbach (links, nach Diemannskirchen)
- Kirmbach (links, vor Dietelskirchen)
- Flieserbach (links, nach Dietrichstetten)
- Wippenbach (links, gegenüber vor Vilssattling)

Eine umfassendere Aufstellung, die auch kleine Zuflüsse enthält, findet sich in der Liste von Zuflüssen der Vils.